# David Jurše
David Jurše (ur. 10 stycznia 1991 w Mariborze) – słoweński wioślarz.

## Osiągnięcia
- Mistrzostwa Świata Juniorów – Brive-la-Gaillarde 2009 – czwórka bez sternika – 4. miejsce[1].
- Mistrzostwa Świata Juniorów – Račice 2010 – czwórka bez sternika – 8. miejsce[1].
- Mistrzostwa Europy – Montemor-o-Velho 2010 – czwórka bez sternika – 11. miejsce[1].